# Дигенис Акрит

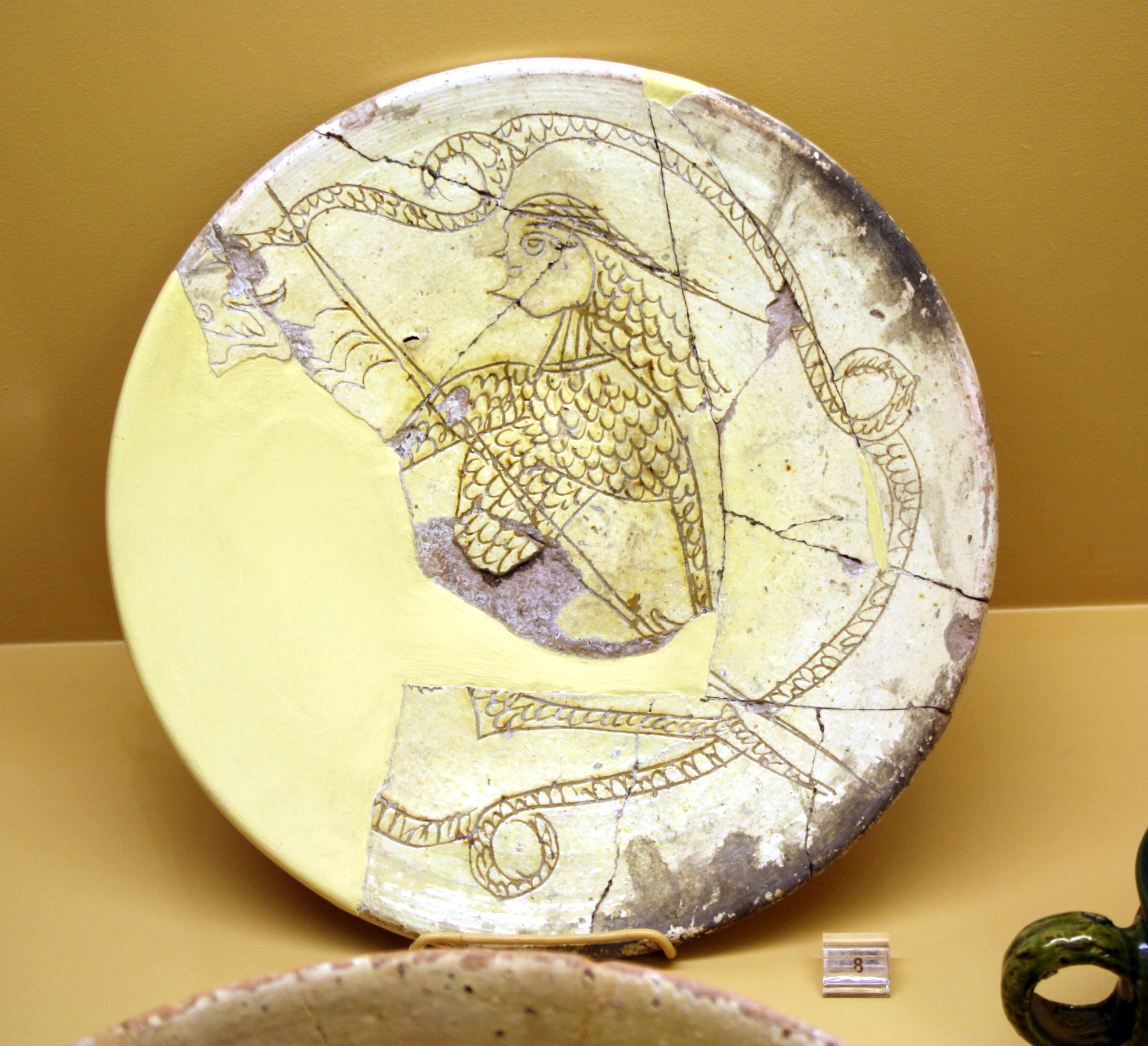
Дигенис и дракон. Византийское блюдо XIII века

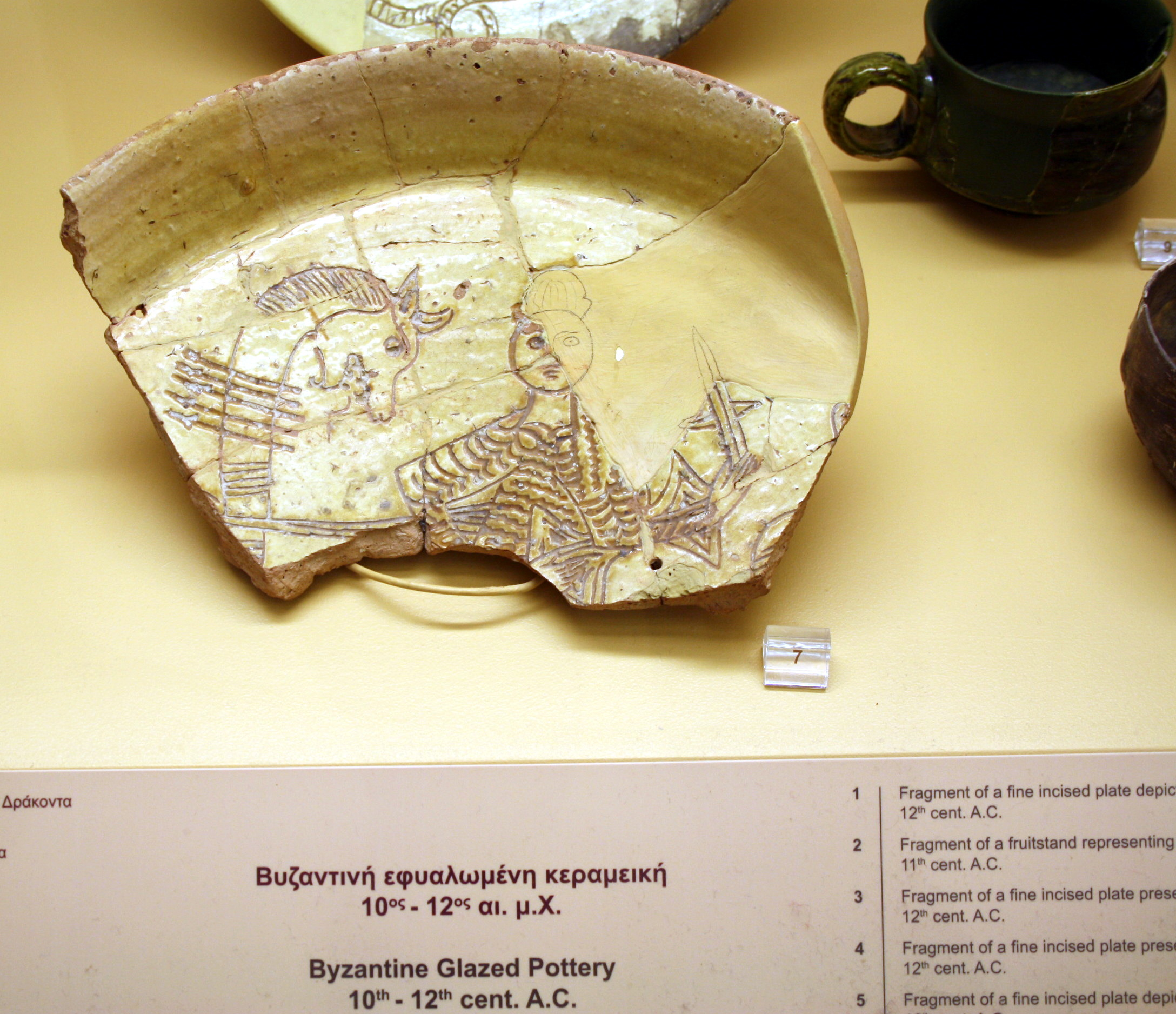
Дигенис и дракон. Блюдо XII века.

«Дигени́с Акри́т» (греч. Διγενής Ακρίτας) — среднегреческая (византийская) эпическая поэма о жизни и подвигах легендарного героя-акрита Дигениса. Время создания точно не определено, X—XII века.
Поэма представляет собой сложное соединение византийского фольклорного творчества и христианской учёной, стилистически утончённой поэзии. Состоит из восьми книг неравного объёма. Написана характерным для византийской светской и народной поэзии пятнадцатисложником. Значительное число сохранившихся рукописных версий свидетельствует о большой популярности героя. Наиболее полная версия романа хранится в греческом монастыре Гроттаферрата под Римом.

## Содержание
Первые три книги рассказывают о родителях героя. Знатный воин Дигенис рождён от сирийского эмира, обратившегося в христианство, и дочери ромейского стратига («Дигенис» значит «Двоерождённый», то есть происходящий от родителей разных вероисповеданий). За свою мудрость и доблесть он назначен самим императором править пограничными областями. Повествуется о воспитании героя, о его женитьбе, о его столкновениях с апелатами (разбойниками), о единоборстве с девой-воительницей Максимо́ и, наконец, о мирной жизни в великолепном дворце, которую обрывает смерть. Поэма кончается пространным эпизодом многолюдных похорон знатной четы.

## Историчность
Долгое время (вплоть до конца XIX века) главный герой поэмы и описываемые в ней события считались исторически достоверными: их относили ко времени правления императора Романа I Лакапина. Хотя сейчас можно считать полностью доказанной фольклорность образа Дигениса, отдельные исторические детали создают колорит эпохи IX—X веков. Это преимущественно бытовые реалии, рисующие домашний уклад и обстановку военных походов знатного византийского вельможи. Упомянута почти вся территория, затронутая столкновениями арабских и ромейских войск во время похода Никифора II Фоки 965—968 годов.